# RBS 2043
RBS 2043 premièrement nommé 2MASX J23444387-4243124 est une galaxie elliptique de Seyfert type 1.9 qui est connue pour sa source X hyper lumineuse. Elle a été annoncée en août 2013 par le programme SBATASS (Swift-BAT all-sky hard X-ray survey). Dans les archives du SBATASS, cette galaxie apparaît comme une source radio et X très puissante. Lors de la découverte par le SBATASS, l'instrument X du SWIFT était calibré dans une émission de 14 à 195 Kilo électronvolts (KeV). Le centre de RBS 2043 présente une grande variabilité de luminosité, ce qui démontre la présence d'un trou noir supermassif, voire un trou noir ultra-massif. Elle se situe dans la constellation du Phénix à plus de 800 millions d'années-lumière,,,.

## Caractéristique de RBS 2043

### Période de RBS 2043

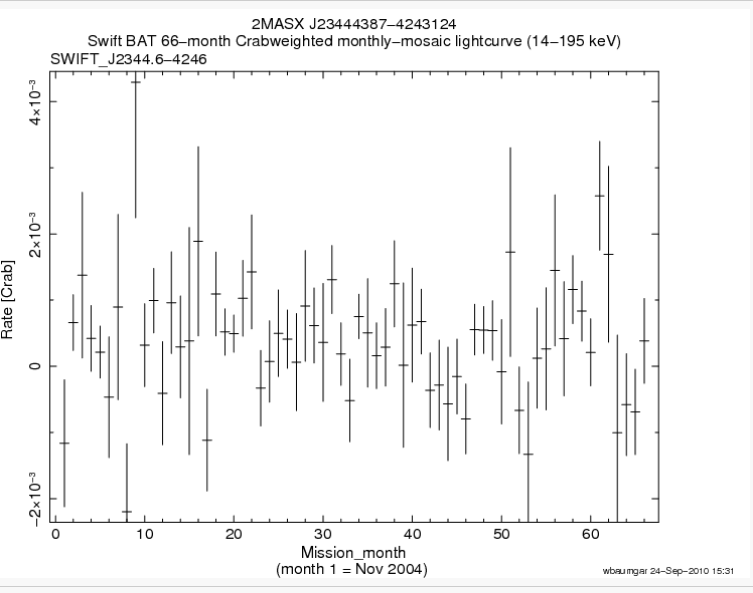
Graphique de la luminosité de RBS 2043

La variabilité de RBS 2043 semble être erratique, en effet, les périodes de RBS 2043 ne suivent aucune régularité. Lors de la découverte de RBS 2043, le SWIFT est resté concentré dessus, ce qui a permis de noter les hausses et baisses de luminosité. Avec les données du SWIFT, on peut ériger ce graphique,,,.

### Année 2004
Le SWIFT nous montre qu'en janvier 2004, la luminosité de RBS 2043 est passée d'une magnitude absolue de -20 à -30 puis en février, elle est passée de -30 à -27. Pendant le mois de mars, la luminosité est passée de -27 à -25 puis lors du mois d'avril, la luminosité est passée de -25 à -20 mais lors du mois de mai et du mois de juin, la luminosité est passée de -20 à -25 en mai et est passée de -25 à -40 en juin. Pendant le mois de juin, RBS 2043 est devenu l'objet stellaire le plus lumineux de l'univers connu. Lors du mois de juillet, la luminosité est passée de -40 à -23 puis le mois suivant, elle est passée de -23 à -25. En août et septembre elle s'est stabilisée à -27 puis en octobre elle est redescendue à -22 puis en novembre elle est remontée à -34 et enfin en décembre, elle est redescendue à -25.

### Résultats des analyses
Avec une telle variabilité, beaucoup de questions se posent. Cette variabilité s'explique par un rapprochement entre des étoiles du centre galactique et le trou noir central. Ce rapprochement a pour effet de créer des événements TDE et de disperser les gaz des étoiles; ces gaz se regroupent pour former de grands milieux interstellaires qui s'alignent entre le centre de RBS 2043 et nous. Ces alignements entre les gaz et le centre ont pour effet de bloquer les trois quarts des rayons lumineux,,,.

### Trou noir central de RBS 2043
Grâce à la vitesse des milieux interstellaires, la masse du trou noir a pu être estimée. La masse a été calculée avec la méthode de dispersion des vitesses de ces milieux. Ces milieux interstellaires se déplacent à une vitesse moyenne de 131 000 km/s; avec une telle vitesse, le trou noir central tourne autour d'une masse de 20 milliards de masses solaires,,,. Avec une masse de 20 milliards de masses solaires, ce trou noir occupe la 13ème place du classement des trous noirs les plus massifs de l'univers. Mais une telle masse lui donne aussi un rayon de Schwarzschild de 394.9 unités astronomiques (UA) et un diamètre de 789.8 UA.

### Activité de RBS 2043A*
RBS 2043A* est le trou noir central de RBS 2043; ce trou noir est extrêmement actif. Cette activité crée la fameuse luminosité qui est masquée par les nuages de gaz. Il est aussi à l'origine de l'émission radio, X et ultraviolette,.